# Jacob Gundersen
Jacob Gundersen (nació el 29 de octubre de 1875 - muerto en enero de 1968) fue un luchador noruego-estadounidense que representó a Noruega en los Juegos Olímpicos de 1908. Él era un luchador de estilo libre y medallista olímpico.
Jacob Gundersen nació en Fjære (posteriormente incorporada en Grimstad), en el condado de Aust-Agder, Noruega. Recibió la medalla de plata en la categoría de peso pesado en los Juegos Olímpicos de Londres 1908. La categoría de peso pesado tenía once competidores, nueve luchadores del Reino Unido, uno de los EE. UU., y Gundersen el único noruego. Gundersen derrotó a Walter West, Frederick Humphreys y Edward Nixson, pero perdió a George Con O'Kelly en la final. Jacob Gundersen murió en Westchester, Nueva York.